# Sydsudan
Sydsudan, officielt Republikken Sydsudan, er en indlandsstat i det nordøstlige Afrika Sydsudans hovedstad er Juba. Nabolandene er Sudan, Etiopien, Kenya, Uganda, Den Demokratiske Republik Congo og Den Centralafrikanske Republik.
14. juli 2011 blev Sydsudan optaget i FN som medlemsland nummer 193 .
Dele af Sydsudan har en historie som tidligere uafhængige områder, bl.a. Azande-folket og deres riger og Shilluk Kongeriget (en), men området kom siden under dominans af det nordlige Sudan, der var styret af Egypten og siden af Storbritannien.
Ved Sudans uafhængighed i 1956 blev Sydsudan en del af den nye stat, men flere blodige konflikter brød ud mellem nord og syd fra 1950'erne og frem til 2005.
Som et resultat af den 2. sudanske borgerkrig vandt Sydsudan status som autonom region i 2005, med Salva Kiir Mayardit som den første guvernør (og fra 2011 præsident). Sydsudan fik sin uafhængighed fra Sudan i 2011.

## Historie
Der er ikke mange skrevne kilder til tidlig sydsudanesisk historie, men ifølge de mundtlige overleveringer var Sydsudan befolket af nomadefolk, indtil nilfolkene (dinka-, nuer- og shillukfolket) slog sig ned i Sydsudan omkring det niende århundrede.
Kristendommen nåede Nubien (det nuværende Nordsudan) i løbet af det første århundrede e.Kr., særlig under indflydelse fra Østromerriget. Særlig influerede byzantinsk arkitektur på de tidlige kristne kirker i det nedre Nubien.
Kejser Justinian 1. gjorde Nubien til et kristent støttepunkt tidligt i middelalderen, og i 580 blev kristendommen den officielle religion i det nordlige Sudan, centreret omkring katedralen i Faras. Denne er senere forsvundet som følge af islamiske erobringer, som hovedsagelig fandt sted i 640'erne, kort efter profeten Muhammeds død i 632.
I 1822 blev Nordsudan besat af en osmannisk-ægyptisk invasionshær ledet af Muhammed Ali, mens Sydsudan forblev frit. Fra 1899 var både Nord- og Sydsudan under egyptisk/britisk overherredømme. Indtil ganske få år før deres fælles uafhængighed fra Storbritannien blev Nord- og Sydsudan behandlet som separate regioner. Praktisk blev regionerne adskilt ved den 8. breddegrad, og af hensyn til risikoen for spredning af sygdomme begrænses enhver bevægelse på tværs af denne breddegrad så vidt muligt. Regionerne fik uafhængighed i 1956, men der udbrød borgerkrig mellem Nord- og Sydsudan i 1955, idet Sydsudan ikke ville styres fra Khartoum. Dette udgjorde indledningen til en blodig konflikt mellem Nord- og Sydsudan, hvor regeringen i Khartoum menes at have begået folkedrab mod befolkningen i Sydsudan.
Efter den 2. sudanesiske borgerkrig blev der i 2008 rejst tiltale ved Den Internationale Straffedomstol, ICC, mod Sudans præsident Omar al-Bashir for ligeledes at organisere folkedrab på befolkningen i Sydsudan. Siden fredsplanens gennemførelse med folkeafstemningen om uafhængighed den 9. januar 2011 har situationen været forholdsvis fredelig, om end der er forekommet mindre sammenstød med oprørsgrupper.

### Folkeafstemningen om uafhængighed i Sydsudan
Man anså den største forhindring for sydsudanesisk uafhængighed for at være, at SPLM havde måttet gå med til, at 60 % af de stemmeberettigede skulle afgive stemme for, at Sydsudan kunne opnå uafhængighed, hvilket kunne have været en betydelig hindring i en region præget af krig, analfabetisme og fattigdom. Afstemningen foregik fra den 9. januar 2011 og en uge frem. Efter at man havde optalt stemmerne fra både Nord- og Sydsudan, viste det sig dog i slutningen af januar 2011, at stemmeafgivningen lå på over 80 %, og at 98,83 % af de deltagende havde stemt for en deling. Den 7. februar tilkendegav Sudans præsident al-Bashir, at han ville anerkende det selvstændige Sydsudan. 

## Politik
Sydsudanesisk politik har i overvældende grad været præget af forholdet til regeringen i Khartoum og ønsket om uafhængighed herfra. George W. Bush er blevet rost af styret i Juba for sin store støtte i kampen for uafhængighed.
Sydsudans præsident er Salva Kiir Mayardit. Han tilhører Dinka-folket og er kristen.

### Regeringen
Den nu hedengangne Sydsudans lovgivende forsamling ratificerede en overgangsforfatning, kort før selvstændigheden den 9. juli 2011. Forfatningen blev underskrevet af præsidenten for Sydsudan på selvstændighedsdagen og trådte dermed i kraft. Det har siden været den øverste lov i landet, der erstattede den midlertidige forfatning fra 2005.
Forfatningen etablerer et blandet præsidentstyre ledet af en præsident, der er statsoverhoved, leder af regeringen og leder over de væbnede styrker. Det fastlægger også en national, lovgivende forsamling bestående af to huse: en direkte valgt forsamling (den nationale lovgivende forsamling) og et andetkammer af repræsentanter fra delstaterne (Rådet af Stater).
John Garang, grundlæggeren af SPLA/M var den første præsident for den autonome regering indtil sin død den 30. juli 2005. Salva Kiir Mayardit, hans stedfortræder, blev taget i ed som første næstformand for Sudan og præsident for regeringen Sydsudan den 11. august 2005. Riek Machar erstattede ham som næstformand for regeringen. Den lovgivende magt ligger hos regeringen og tokammersystemmet. Forfatningen giver også mulighed for et uafhængigt retsvæsen, det øverste organ er højesteret.

#### Udvikling af statens kapacitet
Det post-konflikt miljø er vigtigt for forståelsen af Sydsudans regeringens evne til at fungere og med held gennemføre sin politik. Regeringen i Sydsudan har haft stor succes med at opbygge sin egen kapacitet ved at udvikle et integreret system til planlægning og forberedelsesbudget. Dette er opnået gennem ledelse af Finansministeriet, den stærke tekniske ledelse og støtte af det samme ministerium og gøre disse mål relevante for de lokale myndigheder. Resultaterne har været, at regeringen har været bedre i stand til at styre de finansielle aspekter af sine funktioner og projekter og stigninger i ekspertisen af sit personale på afgørende færdigheder såsom grundlæggende IT.

#### Projekt om grundlæggelsen af en ny hovedstad
Hovedstaden i Sydsudan er placeret i Juba i den sydlige del af Sydsudan. Byen er også hovedstad i provinsen Central Equatoria og administrativt centrum for den navnkundige provins Juba, samt at det er landets største by. Men på grund af Jubas dårlige infrastruktur og massive byvækst, og at den geografisk ligger yderligt i Sydsudan, vedtog Sydsudans regering en resolution i februar 2011 om at iværksætte oprettelsen af en ny planlagt by, som skal fungere som hjemsted for regeringen. Dette forslag minder om lignende byggeprojekter i Abuja (Nigeria), Brasília (Brasilien) og Canberra (Australien), blandt andre i den moderne æras planlagte nationale hovedstæder. Det er dog uklart hvordan, regeringen vil finansiere projektet.
I september 2011 sagde en talsmand for regeringen, at landets politiske ledere havde accepteret et forslag, om at bygge en ny hovedstad i Ramciel, i Lakes, et sted nær grænsen til Central Equatoria og Jonglei. Ramciel anses for at være det geografiske centrum af landet, , og den afdøde leder John Garang havde angiveligt planer om at flytte hovedstaden før sin død i 2005. Forslaget blev støttet af Lakes' delstatsregeringen og mindst én Ramciel høvding. Udformning, planlægning og konstruktion af byen vil sandsynligvis tage fem år, og flytningen af nationale institutioner til den nye hovedstad vil blive gennemført i etaper.

### Stater og amter

#### 2011-2015
Sydsudan er opdelt i ti stater, der svarer til tre historiske regioner: Bahr el Ghazal, Equatoria og Greater Upper Nile
Bahr el Ghazal
- Northern Bahr el Ghazal
- Western Bahr el Ghazal
- Lakes
- Warrap

Equatoria
- Western Equatoria
- Central Equatoria
- Eastern Equatoria

Greater Upper Nile
- Jonglei
- Unity
- Upper Nile - med delstatshovedstaden Malakal

De 10 stater er yderligere opdelt i 86 amter.
Abyei-området, en lille region i Sudan grænser op til det sydlige sudanesiske stater i det nordlige Bahr el Ghazal, Warrap og Enhedslisten, har i øjeblikket en særlig administrativ status i Sudan og er styret af en Abyei-administrationen. Det skyldtes en folkeafstemning i 2011 om hvorvidt, man skulle slutte sig til Sydsudan eller forblive en del af Republikken Sudan, men i maj angreb sudanesiske militær Abyei, og det var ikke klart, om folkeafstemningen ville blive afholdt.

#### 2015–2020
I 2015 blev skabt 28 stater i Sydsudan. I 2017 blev der tilføjet fire mere. Dette varede indtil 2020.

#### 2020–present
I forbindelse med en fredsaftale underskrevet d. 22. februar 2020 blev Sydsudan igen inddelt i 10 stater, samt to administrative områder og et område med speciel administrativ status.

### Militær
Et papir om forsvaret blev udarbejdet i 2007 af daværende minister for SPLA anliggender Dominic Dim Deng, og et udkast blev udformet i 2008. Det erklærede, at det sydlige Sudan i sidste ende ville bevare land-, luft- og marine hære.

### Medier
Mens den tidligere informationsminister Barnaba Marial Benjamin svor, at Sydsudan vil respektere pressefriheden og give journalister uhindret adgang i landet, hævdede chefredaktør for Juba avisen The Citizen, at i mangel af en formel medielov i den spæde republik, har han og hans oplevet overgreb udført af sikkerhedsstyrkerne. Denne påståede indskrænkelse af mediefriheden blev af Al-Jazeera tilskrevet den vanskelige situation som det regerende parti SPLM stod over for med at reformere sig selv som en legitim regering efter års oprør mod den sudanesiske regering. The Citizen er Sydsudans største avis, men dårlig infrastruktur og fattigdom har gjort, at avisen har holdt sit personale relativt småt, og det har begrænset dens effektivitet i både dens rapportering og dens cirkulation uden for Juba, hvor den ikke har nogen dedikerede nyhedesbureauer i fjerntliggende stater, og avisudgivelse der ofte tager flere dage at nå stater, som Northern Bahr el Ghazal.

#### Censur
Den 1. november 2011 anholdt Sydsudans National Security Services (NSS) redaktøren af en privat Juba-baseret avis, Destiny og suspenderede dens aktiviteter på ubestemt tid. Dette var en reaktion på en udtalelse i en artikel af klummeskribent Dengdit Ayok med titlen "Let Me Say So", der kritiserede præsidenten for at lade sin datter gifte sig med en etiopisk statsborger, og anklagede ham for "farvning hans patriotisme". Et officielt brev beskyldte avisen for manglende overholdelse af "adfærdskodeks i medierne og faglig etik", og for at udgive "ulovlige nyheder", der var ærekrænkende, inciterende og invadere privatlivets fred. Committee to Protect Journalists havde udtrykt bekymring over pressefriheden i Sydsudan i september. NSS frigav journalisterne uden sigtelse, efter at have været tilbageholdt i 18 dage.

### Udenlandske relationer
Siden uafhængigheden har forbindelsen med Sudan været under forandring. Sudans præsident Omar al-Bashir annoncerede først i januar 2011, at dobbelt statsborgerskab i Nord og Syd ville være tilladt, men ved Sydsudans uafhængighed har han trukket tilbuddet tilbage. Han har også foreslået et konføderation i EU-stil.  Essam Sharaf, premierminister i Egypten efter den egyptiske revolution i 2011, gjorde sit første udenlandske besøg i Khartoum og Juba i op til Sydsudans løsrivelse. Israel har hurtigt anerkendt Sydsudan som et uafhængigt land, og er vært for tusindvis af flygtninge fra Sydsudan, der nu står over for udvisning til deres hjemland. Egypten, Sudan, Tyskland og Kenya anerkende landets uafhængighed den 8. juli 2011.
Sydsudan er medlem af FN, den afrikanske union, og det fælles marked for det østlige og sydlige Afrika. Sydsudan har planer om at deltage i Commonwealth of Nations, Det Østafrikanske Fællesskab, Den Internationale Valutafond og Verdensbanken. 
Sydsudan er lovet medlemskab af den Arabiske Liga, men landet har også mulighed for at vælge observatørstatus. Det blev indlagt på UNESCO den 3. november 2011. Den 25. november 2011, er landet officielt tiltrådt Mellemstatslige Organisation for Udvikling, en regional gruppering af østafrikanske stater.
Den amerikanske regerings langvarige sanktioner mod Sudan blev officielt fjernet i december 2011, og ledende RSS embedsmænd deltog i en international engagementkonference i Washington D.C., for at hjælpe og forbinde udenlandske investorer med RSS og sydsudanesiske repræsentanter for den private sektor. I betragtning af den indbyrdes afhængighed mellem nogle sektorer af økonomien for Republikken Sydsudan og Sudan, kræver visse aktiviteter stadig OFAC tilladelse. En 2011 Congressional Research Service rapport, "The Republic of South Sudan: Opportunities and Challenges for Africa’s Newest Country", identificerer udestående politiske og humanitære spørgsmål, der anbefales løst.

### Menneskerettigheder
En række brutale overgreb på civilbefolkningen er blevet tilskrevet SPLA. I SPLA/M forsøg på at afvæbne oprør blandt Shilluk og Murle folkene, som brændte snesevis af landsbyer, voldtog hundredvis af kvinder og piger, og dræbte et uoverskueligt antal civile. En civil hævder, vedrørende tortur, at fingernegle bliver revet ud, brændende plastikposer så det dryppede på børn, og brændte landsbyboere levende i deres hytter, hvis oprørerne var mistænkt for at tilbringe natten der. I maj 2011 havde SPLA angiveligt satte ild til over 7.000 boliger i Unity provinsen.
FN rapporterer mange af disse krænkelser, og den frustrerede direktør for en Juba-baseret international hjælpeorganisation kalder dem "menneskerettighedskrænkelser på Richterskalaen". I 2010 udstedte CIA en advarsel om, at "over de næste fem år, ... en ny massemord eller folkemord er mest sandsynligt i det sydlige Sudan." The Nuer White Army har oplyst den ønskede at "udslette hele Murle stammen på forsiden af jorden, som den eneste løsning på garanteret langsigtet sikkerhed for Nuer kvæg" og aktivister, herunder Minority Rights Group International, advare om folkedrab i den aktuelle Jonglei konflikten.
Peter Abdul Rahaman Sule, lederen af den centrale oppositionsgruppe Forenede Demokratiske Forum, har været arresteret siden 3. november 2011 over påstande som forbinder ham til dannelsen af en ny oprørsgruppe, der kæmper mod regeringen.
Børneægteskaber i Sydsudan er på 52 %.

## Geografi
Sydsudans areal er 619.745km2, hvilket er over dobbelt så stort som Italien (og mere end fjorten gange så stort som Danmark). Landet har ingen kyst, men Den Hvide Nil løber tværs igennem Juba og Sydsudan. I grænselandet mellem Nordsudan og Sydsudan er der betydelige olieforekomster. Sydsudan er præget af store jungle- og sumpområder i modsætning til det nordlige Sudan, der hovedsageligt består af ørken.

## Demografi
Man vurderer, at der bor omkring 11 mio. mennesker i Sydsudan. Tallet var tidligere stærkt omdiskuteret og af meget stor politisk betydning og vurderinger svingede mellem 7,5 og 13 mio. Der har været adskillige optællinger af befolkningen, men disse har dels været besværliggjort af geografiske forhold og af nomadekulturen, dels af krigene. Yderligere mener man, at regeringen i Khartoum har haft en interesse i, at folketallet blev opgjort så lavt som muligt, da dette medførte mindre politisk vægt til regionen.

### Sprog
Sydsudan er sammensat af mere end 200 etniske grupper og er, sammen med de tilstødende Nubabjerge, et af de mest sprogmangfoldige områder i Afrika. Imidlertid tales mange af sprogene kun ad et par tusinde brugere.
Det officielle sprog er engelsk. Mundtlig arabisk bliver talt i omfattende grad, skønt jubaarabisk, et pidginsprog, tales omkring hovedstaden. Det største sprog med hensyn til antal mordersmålstalende er dinka, som tales af mellem 2 og 3 millioner mennesker. Dinka er et vestnilotisk sprog, nært beslægtet med landets næst største sprog, nuerisk, et nilosaharisk sprog. Noget fjernere beslægtet er shillukisk. Større østnilotiske sprog, som tales i Sydsudan, er bari og otuho. Foruden den nilotiske sproggruppe, tilhører landets tredje største sprog, zande, den ubagianske sproggruppe, mens jur modo er et bongo-bagirmi-sprog.

### Religion
I Sydsudan er traditionelle afrikanske religioner og åndetro mest udbredt, men kristendommen har spredt sig som følge af mission og anden kontakt. Borgerkrigen i syd bevirkede en stor tilstrømning til de kristne kirker som en modvægt mod politisk og kulturel dominans fra nord.
Det blev antaget, at ved delingen af landet var omkring 16 % af den totale befolkning i det daværende Sudan kristne, mens muslimer udgjorde omkring 62 % og de resterende 22 % praktiserede traditionelle religioner. Den kristne befolkning var koncentreret i syd, hvorfor andelen af kristne i Sydsudan var omkring halvdelen af befolkningen der. Disse skal i midten af 2000-tallet have udgjort 2,6 millioner. Senere skal antallet af katolikker være vokset til omkring 3 millioner.
De kristne tilhører hovedsagelig katolske eller anglikanske menigheder. En del blander også elementer fra kristne og traditionelle religioner.
Sudans nationalhelgen er den tidligere slave, senere nonne Josephine Bakhita, som blev helgenkåret i 2000.
Islam er en minoritetsreligion i Sydsudan. De fleste muslimer støttede uafhængigheden under folkeafstemningen. Den sidste folketælling, som tog hensyn til religion, er helt tilbage fra 1956, hvor de fleste blev klassificerede som tilhængere af traditionelle religioner eller kristne, mens 18 % var muslimer.
Kristendommen kan siges at være en central faktor i forsøget på nationsbygning i Sydsudan. Det ses blandt andet ved, at en af de mest markante eksponenter for sydlig løsrivelse, den nu afdøde leder af SPLA John Garang, blev begravet i en katolsk kirke i Sydsudan. Også den nuværende præsident Salva Kiir Mayardit er katolik. Under en tale i St. Theresa-katedralen i Juba 20. februar 2011 understregede han, at Sydsudan skulle være en nation som respekterede religionsfrihed.

## Kultur
Området har været præget af en nomadekultur. Man mener, at den globale opvarmning har været skyld i sammenstød mellem nomadefolkene og den fastboende del af befolkningen.